# Slanke rolsprietslak
De slanke rolsprietslak (Hermaea bifida) is een slakkensoort uit de familie van de Hermaeidae. De wetenschappelijke naam van de soort werd in 1815 voor het eerst geldig gepubliceerd door George Montagu.

## Beschrijving
De slanke rolsprietslak is een slanke kieuwloze zeenaaktslak die tot 20 mm groot kan worden. Het heeft transparant of semi-transparant wit lichaam met een rozerode waas. Op de kop twee in de lengterichting opgerolde, gladde rinoforen met eindstandige uitstulpingen. Op het lichaam bevinden zich 15 onduidelijke rijen papillen (cerata), tot drie per rij. Deze papillen zijn lang, aan de punt toegespitst en bezet met onregelmatige knobbeltjes. De middendarmklier heeft bruinrode vertakkingen en is goed zichtbaar in lichaam en cerata.

## Verspreiding
Het verspreidingsgebied binnen Europa loopt van de Britse Eilanden tot Portugal en in Middellandse Zee. Sinds 1989 wordt de slanke rolsprietslak in Nederland aangetroffen, in toenemende aantallen langs de noordelijke en zuidelijke oevers van de Oosterschelde. De soort werd in 2007 voor het eerst aangetroffen langs de zuidelijke oevers van het Grevelingenmeer.